# 21世紀まんがはじめて物語
『21世紀まんがはじめて物語』（21せいきまんがはじめてものがたり）は、1978年から1991年にかけてTBS系列で放送された『まんがはじめて物語』シリーズのスペシャル版として2001年3月30日にTBSで放送された番組。制作は『まんがはじめて物語』シリーズを手がけたダックスインターナショナル。アニメーション制作は東京キッズ。

## 概要
モグタン役に過去のシリーズを担当した津賀有子を、シリーズを通して8代目となるお姉さん役に茂森あゆみを起用することにより、懐かしいようで全く新しい感じのファミリーアニメを目指した。
放送日より前の2001年3月21日に、スターチャイルド（キングレコード）からビデオが発売されている。
CS放送のキッズステーションでも放送されていた。

## 放送時間
- 金曜10:30 - 11:25（JST）
  - 午前中の放送はシリーズ唯一。

## 番組内で取り上げられたもの
構成は紹介されるものが現代のものである以外は過去のシリーズをそのまま引き継いでいる。
- 携帯電話
- ハムスター
- ハイテクロボット
- ハンバーガーショップ

## 登場人物
吉村光夫（ロングおじさん）に代わり、小桜エツ子がナレーターを務める。基本データはまんがはじめて物語#登場キャラクターも参照のこと。
モグタン
声 - 津賀有子
今回も本作品の案内役として登場する。
お姉さん
演・声 - 茂森あゆみ
歴代のお姉さん同様、生徒役の役割を持っている。
ハムスター
声 - 小森まなみ
「ハムスター」編に登場。モグタンやお姉さんと面識がある様子。

## スタッフ
- 企画 - 丹野雄二
- 監督 - 村石宏實
- シナリオ監修 - 首藤剛志
- シナリオ - 戸田博史、鷺山京子

## 主題歌
オープニングテーマ「HAPPY RIDER」
作詞・歌 - 小森まなみ / 作曲 - 池間史規 / 編曲 - 大森俊之
エンディングテーマ「夢のうぶ声」
作詞・歌 - 小森まなみ / 作曲 - 丸尾めぐみ / 編曲 - 大森俊之